# Jon Gleed
Jon Gleed (né le 3 janvier 1984 à Milton, dans la province de l'Ontario au Canada) est un joueur professionnel canadien de hockey sur glace.

## Carrière de joueur
Après quatre saisons passées avec le Big Red de l'Université Cornell, il se joint au Cyclones de Cincinnati dans la East Coast Hockey League. Cette saison-là, il évolua aussi pour les Bulldogs de Hamilton, club-école des Canadiens de Montréal dans la Ligue américaine de hockey.
Ne parvenant pas à s'imposer chez les Canadiens qui l'avait sélectionné en 2004, il tenta sa chance avec le Bulldogs, mais ne méritant pas un poste permanent, il joua avec les Cyclones. En 2008-2009, il joua quelques parties dans l'ECHL ainsi que dans la LAH avec les Sound Tigers de Bridgeport.

## Statistiques
| Saison    | Équipe                          | Ligue |    | Saison régulière | Saison régulière | Saison régulière | Saison régulière | Saison régulière |   | Séries éliminatoires | Séries éliminatoires | Séries éliminatoires | Séries éliminatoires | Séries éliminatoires |
| Saison    | Équipe                          | Ligue | PJ | B                | A                | Pts              | Pun              | PJ               | B | A                    | Pts                  | Pun                  |                      |                      |
| 2001-2002 | Capitals de Brampton            | OPJHL | 45 | 3                | 15               | 18               | 39               | -                | - | -                    | -                    | -                    |                      |                      |
| 2002-2003 | Big Red de l'Université Cornell | NCAA  | 12 | 0                | 1                | 1                | 10               | -                | - | -                    | -                    | -                    |                      |                      |
| 2003-2004 | Big Red de l'Université Cornell | NCAA  | 28 | 3                | 3                | 6                | 18               | -                | - | -                    | -                    | -                    |                      |                      |
| 2004-2005 | Big Red de l'Université Cornell | NCAA  | 30 | 1                | 5                | 6                | 43               | -                | - | -                    | -                    | -                    |                      |                      |
| 2005-2006 | Big Red de l'Université Cornell | NCAA  | 28 | 1                | 7                | 8                | 26               | -                | - | -                    | -                    | -                    |                      |                      |
| 2006-2007 | Cyclones de Cincinnati          | ECHL  | 40 | 3                | 6                | 9                | 72               | 10               | 1 | 2                    | 3                    | 12                   |                      |                      |
| 2006-2007 | Bulldogs de Hamilton            | LAH   | 8  | 0                | 1                | 1                | 4                | -                | - | -                    | -                    | -                    |                      |                      |
| 2007-2008 | Cyclones de Cincinnati          | ECHL  | 23 | 0                | 5                | 5                | 42               | 20               | 1 | 2                    | 3                    | 40                   |                      |                      |
| 2007-2008 | Bulldogs de Hamilton            | LAH   | 22 | 0                | 2                | 2                | 14               | -                | - | -                    | -                    | -                    |                      |                      |
| 2008-2009 | Grizzlies de l'Utah             | ECHL  | 39 | 1                | 7                | 8                | 45               | -                | - | -                    | -                    | -                    |                      |                      |
| 2008-2009 | Sound Tigers de Bridgeport      | LAH   | 23 | 0                | 2                | 2                | 20               | -                | - | -                    | -                    | -                    |                      |                      |
| 2009-2010 | Sound Tigers de Bridgeport      | LAH   | 69 | 1                | 14               | 15               | 87               | 5                | 0 | 0                    | 0                    | 4                    |                      |                      |
| 2010-2011 | Belfast Giants                  | EIHL  | 57 | 11               | 28               | 39               | 115              | 3                | 1 | 0                    | 1                    | 4                    |                      |                      |